# كريستيان بورل
كريستيان بورل (بالإنجليزية: Christian Borle)‏ مواليد 1 أكتوبر 1973 في بيتسبرغ، هو ممثل أمريكي بدأ مسيرته الفنية عام 1987.

## الأعمال
- صائد الجوائز
- بلاك هات
- ذا غود وايف

## وصلات خارجية
- كريستيان بورل على موقع IMDb (الإنجليزية)
- كريستيان بورل على موقع قاعدة بيانات برودواي على الإنترنت (الإنجليزية)
- كريستيان بورل على موقع إن إن دي بي (الإنجليزية)
- كريستيان بورل على موقع ديسكوغز (الإنجليزية)
- كريستيان بورل على موقع قاعدة بيانات الفيلم (الإنجليزية)